# Tour de France 1978
Il Tour de France 1978, sessantacinquesima edizione della corsa, si svolse in ventidue tappe precedute da un prologo iniziale, tra il 29 giugno e il 23 luglio 1978, per un percorso totale di 3 913,9 km. 
Fu vinto per la prima volta dal passista-cronoman, scalatore e finisseur francese Bernard Hinault, esordiente alla Grande Boucle (e, di conseguenza, al primo podio della carriera in quel di Parigi).
Si trattò della trentesima edizione della corsa a tappe francese vinta da un corridore di casa.
In questa stagione Hinault vinse anche la sua prima Vuelta a España; ciò gli permise di fare l'accoppiata Tour-Vuelta, combinazione che era riuscita in precedenza solo al connazionale Jacques Anquetil nel 1963 e che, poi, verrà ripetuta soltanto nel 2017 dal britannico Chris Froome.
Hinault terminò le sue fatiche sulle strade di Francia in 112h03'02". 
Al secondo posto della classifica generale si piazzò il passista-finisseur olandese Joop Zoetemelk (al quarto podio al Tour e per la quarta volta in seconda posizione). 
Nella terza posizione della graduatoria generale si piazzò lo scalatore portoghese Joaquim Agostinho (per la prima volta sul podio della Grande Boucle e primo lusitano a salirci).
Il podio dell'edizione successiva, quello del (1979), curiosamente, fu identico a questo, con gli stessi corridori nelle medesime posizioni.
Le classifiche minori furono appannaggio del belga Freddy Maertens, per quel che concerne quella a punti, del francese Mariano Martínez per quella inerente agli scalatori, dell'olandese Henk Lubberding per quella riservata ai giovani.

## Tappe
| Tappa  | Data      | Percorso                                                 | km      | Vincitore di tappa  | Leader cl. generale |
| ------ | --------- | -------------------------------------------------------- | ------- | ------------------- | ------------------- |
| Prol.  | 29 giugno | Leida (NLD) (cron. individuale)                          | 5,2     | Jan Raas            | Jan Raas            |
| 1ª-1ª  | 30 giugno | Leida (NLD) > Sint Willebrord (NLD)                      | 135     | Jan Raas            | Jan Raas            |
| 1ª-2ª  | 30 giugno | Sint Willebrord (NLD) > Bruxelles (BEL)                  | 100     | Walter Planckaert   | Jan Raas            |
| 2ª     | 1º luglio | Bruxelles (BEL) > Saint-Amand-les-Eaux                   | 199     | Jacques Esclassan   | Jan Raas            |
| 3ª     | 2 luglio  | Saint-Amand-les-Eaux > Saint-Germain-en-Laye             | 243,5   | Klaus-Peter Thaler  | Jacques Bossis      |
| 4ª     | 3 luglio  | Évreux > Caen (cron. a squadre)                          | 153     | TI-Raleigh-McGregor | Klaus-Peter Thaler  |
| 5ª     | 4 luglio  | Caen > Mazé-Montgeoffroy                                 | 244     | Freddy Maertens     | Klaus-Peter Thaler  |
| 6ª     | 5 luglio  | Mazé-Montgeoffroy > Poitiers                             | 166,2   | Sean Kelly          | Gerrie Knetemann    |
| 7ª     | 6 luglio  | Poitiers > Bordeaux                                      | 242     | Freddy Maertens     | Gerrie Knetemann    |
| 8ª     | 7 luglio  | Saint-Émilion > Sainte-Foy-la-Grande (cron. individuale) | 59,3    | Bernard Hinault     | Joseph Bruyère      |
| 9ª     | 8 luglio  | Bordeaux > Biarritz                                      | 233     | Miguel María Lasa   | Joseph Bruyère      |
|        | 9 luglio  | giorno di riposo                                         |         |                     |                     |
| 10ª    | 10 luglio | Biarritz > Pau                                           | 191,5   | Henk Lubberding     | Joseph Bruyère      |
| 11ª    | 11 luglio | Pau > Saint-Lary-Soulan                                  | 161     | Mariano Martínez    | Joseph Bruyère      |
| 12ª-1ª | 12 luglio | Tarbes > Valence-d'Agen                                  | 158     | annullata           | Joseph Bruyère      |
| 12ª-2ª | 12 luglio | Valence-d'Agen > Tolosa                                  | 96      | Jacques Esclassan   | Joseph Bruyère      |
| 13ª    | 13 luglio | Figeac > Super Besse                                     | 221     | Paul Wellens        | Joseph Bruyère      |
| 14ª    | 14 luglio | Besse-en-Chandesse > Puy de Dôme (cron. individuale)     | 52,5    | Joop Zoetemelk      | Joseph Bruyère      |
| 15ª    | 15 luglio | Saint-Dier-d'Auvergne > Saint-Étienne                    | 196     | Bernard Hinault     | Joseph Bruyère      |
| 16ª    | 16 luglio | Saint-Étienne > Alpe d'Huez                              | 240,5   | Hennie Kuiper       | Joop Zoetemelk      |
|        | 17 luglio | giorno di riposo                                         |         |                     |                     |
| 17ª    | 18 luglio | Grenoble > Morzine                                       | 225     | Christian Seznec    | Joop Zoetemelk      |
| 18ª    | 19 luglio | Morzine > Losanna (CHE)                                  | 137,5   | Gerrie Knetemann    | Joop Zoetemelk      |
| 19ª    | 20 luglio | Losanna (CHE) > Belfort                                  | 181,5   | Marc Demeyer        | Joop Zoetemelk      |
| 20ª    | 21 luglio | Metz > Nancy (cron. individuale)                         | 72      | Bernard Hinault     | Bernard Hinault     |
| 21ª    | 22 luglio | Épernay > Senlis                                         | 207,5   | Jan Raas            | Bernard Hinault     |
| 22ª    | 23 luglio | Saint-Germain-en-Laye > Parigi/Champs-Élysées            | 161,5   | Gerrie Knetemann    | Bernard Hinault     |
| Totale | Totale    | Totale                                                   | 3 913,9 |                     |                     |

## Squadre e corridori partecipanti
Al Tour 1978 parteciparono 110 corridori, dei quali 78 giunsero a Parigi.  Le squadre partecipanti erano 6 francesi, 2 belghe, 2 spagnole, 1 olandese.  I corridori partecipanti erano 54 francesi, 20 belgi, 19 spagnoli, 9 olandesi, 2 britannici, 2 portoghesi, 1 svedese, 1 lussemburghese, 1 svizzero, 1 irlandese.  Per la sesta volta, dopo il 1905, 1936, 1939, 1954 e 1973, nessun corridore italiano prese parte al Tour de France.
| N.      | Cod. | Squadra                 |
| ------- | ---- | ----------------------- |
| 1-10    | PEU  | Peugeot-Esso-Michelin   |
| 11-20   | RAL  | TI-Raleigh-McGregor     |
| 21-30   | C&A  | C & A                   |
| 31-40   | KAS  | KAS-Campagnolo          |
| 41-50   | MIK  | Miko-Mercier-Hutchinson |
| 51-60   | REN  | Renault-Gitane          |
| 61-70   | TEK  | Teka                    |
| 71-80   | LEJ  | Lejeune-BP              |
| 81-90   | FIA  | Fiat                    |
| 91-100  | VEL  | Velda-Flandria-Lano     |
| 101-110 | JOB  | Jobo-Superia            |

## Resoconto degli eventi
I corridori che vinsero il maggior numero di frazioni, su un totale di venticinque frazioni (considerando come unità anche le semitappe e il cronoprologo), furono Bernard Hinault e l'olandese Jan Raas, con tre vittorie ciascuno.
Hinault, ventitreenne in forza alla Renault-Gitane e all'esordio al Tour, portò la maglia gialla al termine di tre frazioni su venticinque: prese la maglia gialla solo nella cronometro del terzultimo giorno e, a Parigi, precedette l'olandese Joop Zoetemelk, per la quarta volta secondo, e il portoghese Joaquim Agostinho. Durante l'undicesima tappa si ritirò invece il vincitore delle edizioni 1975 e 1977, Bernard Thévenet.
Un importante episodio di doping vide coinvolto il belga Michel Pollentier, già vincitore del Giro d'Italia 1977. Dopo essersi aggiudicato la sedicesima tappa, quella dell'Alpe d'Huez (e aver preso a Joseph Bruyère la maglia gialla), divenendo quindi il favorito per la vittoria finale, il ciclista venne scoperto a falsare il controllo antidoping: stava infatti utilizzando una sorta di vescica artificiale, al fine di poter immettere urina "pulita" nella provetta del test. Venne subito escluso dalla corsa e la vittoria di tappa assegnata al secondo classificato di giornata, Hennie Kuiper.

## Classifiche finali

### Classifica generale - Maglia gialla
| Pos. | Corridore         | Squadra      | Tempo      |
| ---- | ----------------- | ------------ | ---------- |
| 1    | Bernard Hinault   | Renault      | 112h03'02" |
| 2    | Joop Zoetemelk    | Miko         | a 3'56"    |
| 3    | Joaquim Agostinho | Velda        | a 6'54"    |
| 4    | Joseph Bruyère    | C&A          | a 9'04"    |
| 5    | Christian Seznec  | Miko         | a 12'50"   |
| 6    | Paul Wellens      | TI-Raleigh   | a 14'38"   |
| 7    | Francisco Galdós  | KAS          | a 17'08"   |
| 8    | Henk Lubberding   | TI-Raleigh   | a 17'26"   |
| 9    | Lucien Van Impe   | C&A          | a 21'01"   |
| 10   | Mariano Martínez  | Jobo-Superia | a 22'58"   |

### Classifica a punti - Maglia verde
| Pos. | Corridore         | Squadra    | Punti |
| ---- | ----------------- | ---------- | ----- |
| 1    | Freddy Maertens   | Velda      | 242   |
| 2    | Jacques Esclassan | Peugeot    | 189   |
| 3    | Bernard Hinault   | Renault    | 123   |
| 4    | Jan Raas          | TI-Raleigh | 109   |
| 5    | Joseph Bruyère    | C&A        | 100   |

### Classifica scalatori - Maglia a pois
| Pos. | Corridore         | Squadra      | Punti |
| ---- | ----------------- | ------------ | ----- |
| 1    | Mariano Martínez  | Jobo-Superia | 187   |
| 2    | Bernard Hinault   | Renault      | 176   |
| 3    | Joop Zoetemelk    | Miko         | 155   |
| 4    | Christian Seznec  | Miko         | 90    |
| 5    | Joaquim Agostinho | Velda        | 73    |

### Classifica giovani - Maglia bianca
| Pos. | Corridore        | Squadra    | Tempo      |
| ---- | ---------------- | ---------- | ---------- |
| 1    | Henk Lubberding  | TI-Raleigh | 112h20'28" |
| 2    | Sven-Åke Nilsson | Miko       | a 5'34"    |
| 3    | René Bittinger   | Velda      | a 36'21"   |
| 4    | Pierre Bazzo     | Lejeune    | a 38'09"   |
| 5    | Gilbert Lelay    | Fiat       | a 40'14"   |

### Classifica sprint
| Pos. | Corridore             | Squadra | Punti |
| ---- | --------------------- | ------- | ----- |
| 1    | Jacques Bossis        | Renault | 95    |
| 2    | Philippe Tesnière     | Fiat    | 60    |
| 3    | P.-Raymond Villemiane | Renault | 52    |
| 4    | Freddy Maertens       | Velda   | 44    |
| 5    | Marcel Laurens        | C&A     | 21    |

### Classifica a squadre
| Pos. | Squadra                 | Tempo    |
| ---- | ----------------------- | -------- |
| 1    | Miko-Mercier-Hutchinson |          |
| 2    | TI-Raleigh-McGregor     | a 17'26" |
| 3    | C & A                   | a 47'22" |
| 4    | Velda-Flandria-Lano     |          |
| 5    | Renault-Gitane          |          |

### Classifica a squadre a punti
| Pos. | Squadra                 | Punti |
| ---- | ----------------------- | ----- |
| 1    | TI-Raleigh-McGregor     | 647   |
| 2    | Renault-Gitane          | 837   |
| 3    | Velda-Flandria-Lano     | 915   |
| 4    | Miko-Mercier-Hutchinson | 942   |
| 5    | Peugeot-Esso-Michelin   | 1127  |